# Andreessen Horowitz
Andreessen Horowitz là một công ty với vốn đầu tư 4 tỷ USD, thành lập năm 2009 bởi Marc Andreessen và Ben Horowitz. Công ty có trụ sở chính ở Menlo Park, California.
| Andreessen Horowitz  |                                          |
| -------------------- | ---------------------------------------- |
| Loại                 | Công ty tư nhân                          |
| Công nghiệp          | Cổ phần                                  |
| Thành lập            | 2009                                     |
| Người sáng lập       | Marc Andreessen và Ben Horowitz          |
| Trụ sở chính         | Sand Hill Road và Menlo Park, California |
| Hình thức kinh doanh | Đầu tư mạo hiểm                          |
| Website              | www.a16z.com                             |